# کالین فاکس (بازیگر)
کالین فاکس (به انگلیسی: Colin Fox؛ ۲۰ نوامبر ۱۹۳۸ – ۵ آوریل ۲۰۲۵) بازیگر کانادایی بود.

## فیلم‌شناسی
از جمله فیلم‌ها یا مجموعه‌های تلویزیونی‌ای که وی در آن‌ها نقش داشته‌است، می‌توان به مردان ایکس، عامل ناشناخته، ویروس، روشنی روز، شکارچی حرفه‌ای، آلفرد هیچکاک تقدیم می‌کند، واقع‌بین، تامی کوچولو، منطقهٔ مرده، خانم وینتربورن، آیا از تاریکی هراس دارید؟، پیپ و دنیای وسیع بزرگ و مری آدم می‌کشد اشاره کرد.

## درگذشت
فاکس در ۵ آوریل ۲۰۲۵، در سن ۸۶ سالگی در فرگس، انتاریو، کانادا درگذشت.